# Berner Disputation

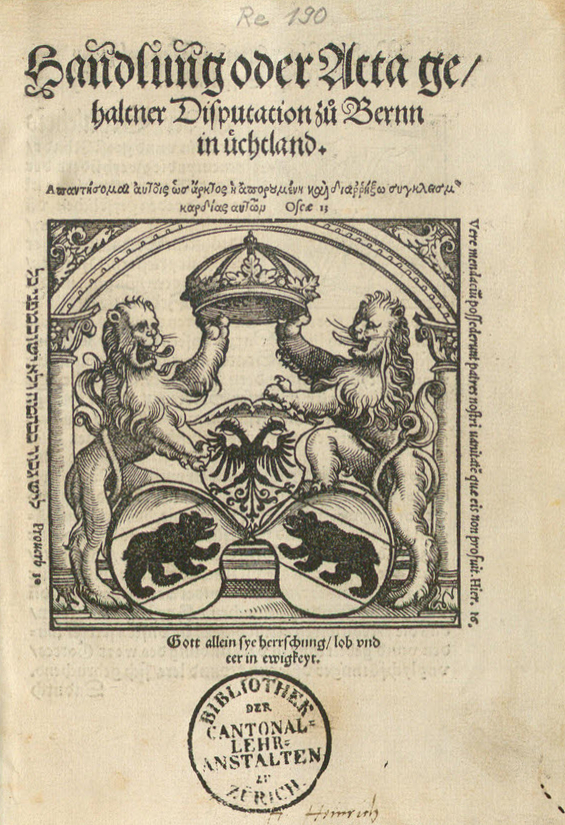
Handlung oder Acta gehaltner Disputation zuo Bernn in Üchtland, gedruckt in Zürich (1528)

Die Berner Disputation (auch Berner Religionsgespräch), die vom 6. bis zum 26. Januar 1528 stattfand, war eine obrigkeitlich angeordnete Disputation zwischen Anhängern der Reformation und Vertretern der altgläubigen Kirche. In ihrer Folge führte Bern die Reformation ein und verhalf ihr so in der Schweiz letztlich zum Durchbruch.

## Vorgeschichte
In Bern hatte es schon vor den Anfängen der Reformation in Zürich ebenfalls reformatorische Strömungen gegeben. In der Kirche Kleinhöchstetten predigte bereits 1522 der aus Deutschland stammende Jörg Brunner wie sein Vorgänger, der seit 1498 in Kleinhöchstetten tätige deutsche Priester Johann Wecker, im Sinne Martin Luthers. Brunner wurde verklagt und ein auf den 29. August 1522 in das Barfüsserkloster einberufenes Gericht von Räten und Theologen sprach ihn frei. Später wirkte der Dichter und Maler Niklaus Manuel  mit antiklerikalen Fastnachtsspielen, und der Zürcher Reformator Ulrich Zwingli war ein Freund und Briefpartner von Niklaus von Wattenwyl und Berchtold Haller, seit 1520 Chorherr und Leutpriester am Berner Münster. Haller predigte seit spätestens 1525 unter großem Zuspruch der Bürgerschaft im reformatorischen Sinn. Die Mehrheit im Stadtrat vertrat jedoch bis zur Badener Disputation von 1526 eine konservative Position und widersetzte sich einem Anschluss an die Zürcher Reformation. Erst als die Ratswahl von 1527 eine Mehrheitsänderung brachte, entschloss sich der Rat, nach Vorbild der Zürcher Disputationen die Reformation durch ein groß angelegtes Glaubensgespräch legitimieren zu lassen.
Am 17. November 1527 wurden Vertreter der eidgenössischen Stände sowie zahlreicher süddeutscher Städte eingeladen. Ausdrücklich zur Teilnahme aufgefordert wurden die vier für das bernische Gebiet zuständigen Bischöfe von Basel, Konstanz, Lausanne und Wallis. Bei Nicht-Erscheinen sollten sie alle Rechte in Bern verlieren. Das Ergebnis wurde schon vorweggenommen durch die Bestimmung, dass nur die Heilige Schrift Grundlage der Disputation sein dürfe.
Mit der Ausschreibung wurden zehn Thesen veröffentlicht, die der Disputation zugrunde gelegt werden sollten. Sie waren von Haller und Franz Kolb verfasst und bekannten sich zur alleinigen Herrschaft Christi in der Kirche, zum reformatorischen Schriftprinzip und zur Rechtfertigung allein durch Christus. Auf dieser Grundlage wiesen die Thesen 4-10 römisch-katholische Lehren und Gebräuche wie die Transsubstantiationslehre, das Fegefeuer und den Zölibat zurück.

## Ablauf
An der Disputation in der alten Barfüsserkirche (auf dem Gelände der heutigen Burgerbibliothek Bern) nahmen neben dem Grossen Rat, den fast 300 Geistlichen der Stadt und des Landgebiets auch zahlreiche Auswärtige teil. Die 60-köpfige Delegation aus Zürich stand unter der Leitung Zwinglis, sein Freund Konrad Schmid aus Küsnacht war ein Vorsitzender. Weitere prominente reformierte Theologen waren Johannes Oekolampad aus Basel, Joachim Vadian aus St. Gallen, Martin Bucer und Wolfgang Capito aus Straßburg, Ambrosius Blarer aus Konstanz, Paul Fagius aus Isny und Konrad Sam aus Ulm. Obwohl die vier Bischöfe ebenso wie Vertreter der katholischen Innerschweizer Orte fernblieben, waren auch altgläubige Theologen beteiligt, mit Konrad Träger und Johannes Buchstab als Wortführer. Das Präsidium unterband persönliche Angriffe und sorgte für eine unmittelbare Protokollierung aller Wortbeiträge.

## Ergebnis und Folgen
Am Sonntag, dem 26. Januar 1528, am Ende der Disputation, unterschrieben 235 der Berner Geistlichen die zehn Thesen, 46 lehnten sie ab. Am 19. und am 27. Januar predigte Huldrych Zwingli im Münster gegen die katholische Messe, so dass danach die Messe in der Stadt eingestellt wurde. Er ermunterte auch zum Bildersturm, und im Münster konnten die Spender die Kunstwerke der 25 Messaltäre zurücknehmen, bevor sie zerstört wurden. Ebenso wurde das Sakramentshaus abgetragen, Standbilder abgeschlagen und in der Münsterplattform entsorgt. Das Jüngste Gericht über dem Haupteingang des Münsters entging der Zerstörung, weil es kurz zuvor fertiggestellt wurde und noch nicht ganz bezahlt war. Am 2. Februar wurden die Bürger der Stadt Bern im Münster auf die zehn Beschlüsse zugunsten der Reformation vereidigt. Am 7. Februar 1528 erliess der Rat ein Mandat, mit dem in Bern die zehn Thesen als Norm für die Lehre eingesetzt, Messe und Bilder definitiv abgeschafft und die Jurisdiktion der Bischöfe für beendet erklärt wurde. Der Küsnachter Reformator Konrad Schmid predigte am 24. Februar über die evangelische Bedeutung des Abendmahls. Alle Beiträge der Disputation wurden in Zürich bei Christoph Froschauer am 23. März 1528 gedruckt, weil es in Bern damals noch keine Buchdruckerei gab.
Johannes Cochläus, ein katholischer Berater von Kardinal Albrecht von Mainz, veröffentlichte kurz danach eine Warn- und Schmähschrift an den Berner Rat und verurteilte die Entscheidung für die Reformation. Er kritisierte besonders die Aufhebung der Klöster und die Entlassung der Mönche und Nonnen in ein profanes, bürgerliches Leben.
Mit dem Berner Synodus, einer reformierten Kirchenordnung, kam 1532 die Einführung der Reformation zum Abschluss. Als Schutzherr der Genfer Kirche und der reformatorischen Bestrebungen im Berner Aargau, im Wallis und in Neuenburg sorgte Bern für die Festigung und weitere Ausbreitung der Reformation in der Schweiz. In St. Gallen, Mülhausen, Biel und Lindau am Bodensee erliessen die Obrigkeiten mit Berufung auf die Disputation ebenfalls reformatorische Mandate.